# Nuca

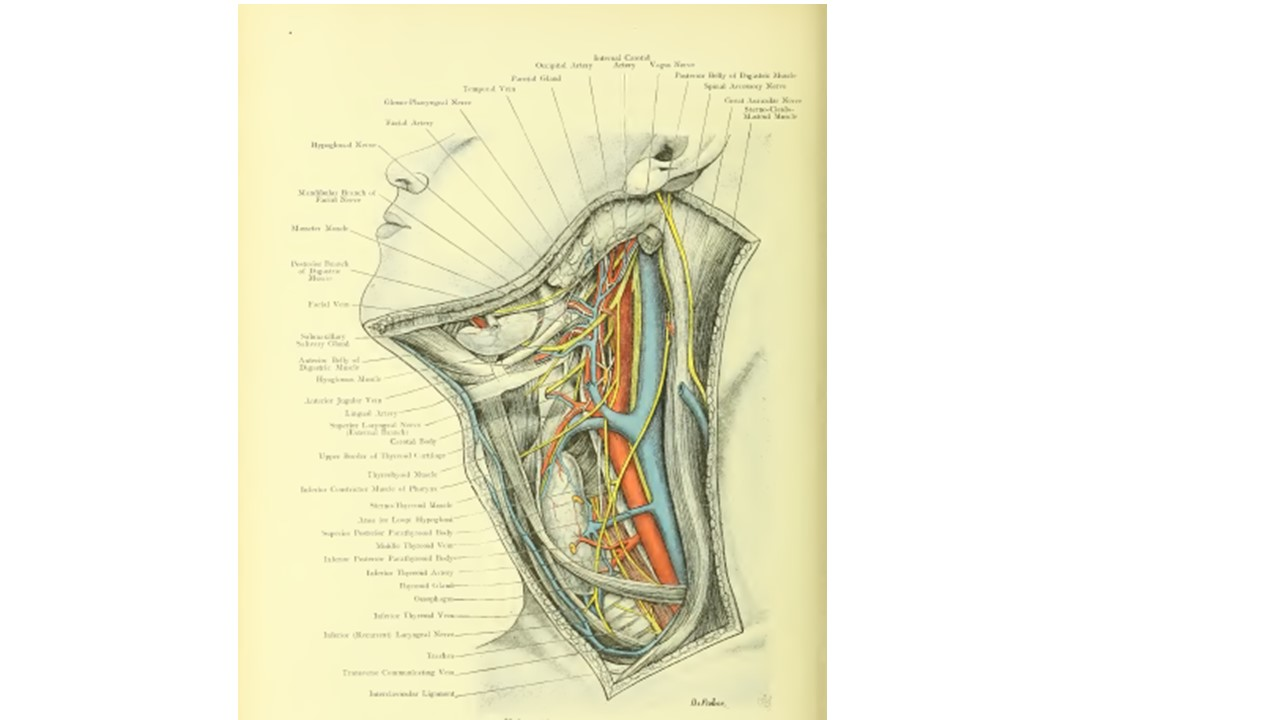
Fascio vascolo-nervoso del collo

La nuca, dall'arabo nukhā’ ("midollo spinale"), indica la parte posteriore del collo, dietro la regione cervicale della colonna vertebrale delimitata dall’apofisi spinosa della 7ª vertebra cervicale.
È una parte estremamente delicata perché al suo interno passano degli organi molto importanti quali la colonna vertebrale, i grandi vasi che vanno ad irrorare il cervello, nonché l'esofago e la trachea. La perforazione di un grande vaso può portare ad una emorragia fulminante mentre la lesione del midollo spinale può portare ad una paralisi globale (tetraplegia).